# Langes Loch (Altwasser)
Das Lange Loch (auch Schlute Rheinkilometer 373 oder Altarm nordwestlich von Leopoldshafen) ist ein Nebenarm rechts des Rheins in den Gemeinden Eggenstein-Leopoldshafen und Linkenheim-Hochstetten (Landkreis Karlsruhe, Baden-Württemberg). Es liegt nördlich der NATO-Rampe an der Fähre Leimersheim zwischen dem Leinpfad und dem Rheindamm XXX.

## Geschichte und Verlauf
Vor 1772 floss der Rhein nordwestlich des Ortes Schröck (1833 umbenannt in Leopoldshafen) durch den Mäander, der heute als Linkenheimer Altrhein oder Toter Rhein bezeichnet wird und vom Rheinniederungskanal durchflossen wird. Bei einem Hochwasser brach der Rhein 1772 in den Heinlein-Rhein ein, ein Altarm längs des Damms von Leimersheim. Der neue Rheinlauf bedrohte die linksrheinische Ortschaft. Trotz aufwändiger Bemühungen – so wurden 392.000 Faschinen verbaut und an der Durchbruchstelle Schiffe versenkt – gelang es nicht, den Rhein in sein altes Bett zu lenken, so dass der Heinlein-Rhein innerhalb weniger Jahre zum neuen Hauptlauf wurde.
Das Lange Loch liegt im Bereich des damaligen Zusammenflusses von Heinlein-Rhein und altem Rheinlauf vor 1772. Um 1800 entstandenen Karten zufolge lag hier das Schröcker Köpfel – eine Insel, die im Süden bewaldet war und im Norden in eine Sand- oder Kiesbank überging. Ein Nebenarm des alten Rheinlaufs trennte das Schröcker Köpfel vom südlich angrenzenden Wald Schröcker Heck. Der Nebenarm mündete in Höhe des südlichen Endes des Langen Lochs in den Heinlein-Rhein. Der Talweg des Rheins im Jahr 1817 lag im Heinlein-Rhein. In Höhe des Langen Loches bog er nach Nordwesten ab und umrundete den Karlskopf sowie den Haselforst. Am Langen Loch zweigte ein weiterer Rheinarm ab, der rechts des Karlskopfes verlief, den alten Rheinlauf vor 1772 aufnahm und am Haselforst in den Hauptlauf mündete. Bei der Rheinkorrektion nach den Plänen von Johann Gottfried Tulla wurde der Rhein in ein gerades Flussbett verlegt. Der neue Rheinlauf entspricht in etwa dem Heinlein-Rhein; der Haselforst wird im 1826 begonnenen Linkenheimer Durchschnitt gequert.
Topografische Karten aus den Jahren 1876, 1900 und 1936 zeigen Nebenarme des Rheins im Bereich des Langen Lochs. Ein Damm in Lage des heutigen Rheindamms XXX ist erstmals 1882 dargestellt. 1883 wurde am Damm die Reitstegschleuse (auch Reitstegschließe) gebaut, eine Schleuse, über die der Tote Rhein in das Lange Loch entwässerte. Ab ungefähr 1925 übernahm die Metz-Doppelschleuse, ein rund 1,5 Kilometer weiter nördlich gelegenes Schöpfwerk, die Binnenentwässerung. Seit etwa 1950 erfolgt die Binnenentwässerung über den Rheinniederungskanal, der bei Philippsburg in den Rhein mündet. Bei der Sanierung des Rheindamms XXX wurde die Reitstegschleuse 2017 entfernt; sie soll vom Verein „Heimathaus Zehntscheuer“ am Ortsrand von Linkenheim.Hochstetten wieder aufgebaut werden. Der 1946 gegründete Anglerverein von Leopoldshafen pachtete vor 1952 das Lange Loch.
In der Gegenwart verläuft das Lange Loch im 100 bis 150 Meter breiten Rheinvorland zwischen Leinpfad und Rheindamm XXX. Der gut 800 Meter lange Nebenarm erreicht eine Breite von bis zu 40 Metern. Ungefähr in der Mitte teilt sich das Lange Loch in zwei Arme; der westliche Arm fällt bei niedrigen Wasserständen trocken. Das Gewässer liegt vollständig innerhalb des Landschaftsschutzgebietes Rheinaue nördlich von Karlsruhe. Vor 1996 war das Lange Loch in der Mitte über einen kleinen Rohrdurchlass im Leinpfad bei Rheinkilometer 373,2 an den Rhein angebunden; der Auslass erfolgte über einen größeren Durchlass am Nordende bei Rheinkilometer 373,6. Oberhalb des Einlasses querte ein Forstweg das Lange Loch. Der südliche Teil des Langen Lochs wurde an rund 45 Tagen pro Jahr durchströmt, wenn der Leinpfad überflutet wurde. Im Südteil hatte sich Faulschlamm abgelagert; hier wuchsen nur Wasserlinsen.
Im Zuge von Maßnahmen zu Verbesserung der Abflussverhältnisse im Rheinvorland wurde 1996 ein neuer, größerer Einlass am Südende des Langen Lochs bei Rheinkilometer 372,8 gebaut. Die Sohle des Durchlasses liegt rund zwei Meter unter Mittelwasserstand, wodurch eine ganzjährige Durchströmung des Langen Loches sichergestellt ist. Der querende Forstweg wurde ersatzlos beseitigt.
Durch die Baumaßnahmen wurde der im Langen Loch lagernde Faulschlamm weitgehend ausgespült, zum Teil entstanden kiesige Bereiche. Es siedelten sich neue Wasserpflanzenarten an, darunter in stark durchströmten Bereichen der Flutende Wasserhahnenfuß. Bei Untersuchungen im Jahr 2003 konnten 21 Fischarten nachgewiesen werden, darunter neun Arten, die in Deutschland oder in Baden-Württemberg auf der Roten Liste stehen. Ein Drittel der Arten waren typische Fließgewässerarten; Jungfische waren überproportional vertreten. Die Wasserqualität entsprach der des Rheins.
2009 wurde ein stromabwärts gelegenes Schlutensystem an das Lange Loch angebunden. Hierzu wurden ein rund 80 Meter langer Graben und ein Durchlass unter einem Forstweg gebaut. Das rund 1,5 Kilometer lange Schlutensystem war zuvor nur unterstrom angebunden und wurde nur bei Hochwasser durchflossen. Es endet am Altrhein um die Insel Rott. Durch den neuen Graben werden die Schluten ab Mittelwasser durchströmt. Ziel der Maßnahme war die Entstehung von Laichplätzen für Fischarten wie Steinbeißer und Groppe, die ihre Eier im Sand oder Kies ablegen. Die Baumaßnahmen waren Teil eines Naturschutzprojektes, das aus Mitteln des EU-Förderprogramms LIFE+ kofinanziert wurde.

### LUBW
Amtliche Online-Gewässerkarte mit passendem Ausschnitt und den hier benutzten Layern: Langes Loch

Allgemeiner Einstieg ohne Voreinstellungen und Layer: Daten- und Kartendienst der Landesanstalt für Umwelt Baden-Württemberg (LUBW) (Hinweise)
1. 1 2  Höhe nach dem Höhenlinienbild auf dem Hintergrundlayer Topographische Karte oder dem Digitales Geländemodell der Online-Karte.
2. ↑  Länge nach dem Layer Gewässernetz (AWGN).
3. ↑  Flurname im Layer Liegenschaft und Gewässer.
4. ↑  Layer Gewässername.
5. ↑  Schutzgebiete nach den einschlägigen Layern, Natur teilweise nach dem Layer Biotop.

### Andere Belege
1. ↑  Josef Schmithüsen: Geographische Landesaufnahme: Die naturräumlichen Einheiten auf Blatt 161 Karlsruhe. Bundesanstalt für Landeskunde, Bad Godesberg 1952. → Online-Karte (PDF; 5,1 MB)
2. ↑  Wolfram Grönitz: Die Nördliche Oberrheinebene zwischen Rastatt und Mannheim. Altrheine, Auenwälder und glaziale Schotter. In: Werner Konold (Hrsg.): Kulturlandschaften in Baden-Württemberg. G.Braun, Karlsruhe 2014, ISBN 978-3-7650-8438-6, S. 168–173, hier S. 170;
Konrad Dussel: 850 Jahre Leopoldshafen. Zwischen Rhein und Forschungszentrum. Regionalkultur, Ubstadt-Weiher 2010, ISBN 978-3-89735-621-4, S. 113;

Schaukasten des Anglervereins Linkenheim 1963 e.V. am Durchlass zum Schlutensystem nördlich des Langen Lochs (Stand 24. September 2015).
3. ↑  Hans-Joachim Fischer: Dokumentation von Renaturierungsmaßnahmen und ihren ökologischen Wirkungen im Rheinvorland. In: Naturschutz und Landschaftspflege Baden-Württemberg, ISSN 1437-0093, 75(2005), S. 305–332, hier S. 308.
4. ↑  Heinz Musall: Die Entwicklung der Kulturlandschaft der Rheinniederung zwischen Karlsruhe und Speyer vom Ende des 16. bis zum Ende des 19. Jahrhunderts. (=Heidelberger geographische Arbeiten, Heft 22) Geographisches Institut der Universität Heidelberg, Heidelberg 1969, S. 151–153.
5. ↑  Musall, Entwicklung der Kulturlandschaft, Karten 6, 38;

Karte des Rheinlaufes von Basel bis zur Grossh. Hessischen Grenze. In: Max Honsell: Die Korrektion des Oberrheines. Von der Schweizer Grenze unterhalb Basel bis zur Grossh. Hessischen Grenze unterhalb Mannheim; insbes. der Badische Antheil an dem Unternehmen. Braun, Karlsruhe 1885. (Digitalisat, PDF, 53,2 MB)
6. ↑  Topographischer Atlas des Grossherzogthums Baden. Blatt 45, Graben. Maßstab 1:25000, Giesecke & Devrient, Leipzig 1876 (online).
7. ↑  Topographischer Atlas des Grossherzogthums Baden. Blatt 45, Graben. Maßstab 1:25000, 1900.
8. ↑  Topographische Karte. Blatt 6816, Graben. Ausgabe des Army Map Service des Corps of Engineers der U.S. Army von 1951, basierend auf deutscher Karte von 1936 (online).
9. ↑  Karte des Rheinlaufes von Basel bis zur Grossh. Hessischen Grenze. In: Honsell, Korrektion des Oberrheines.
10. ↑  Berichte der Badischen Neuesten Nachrichten auf der Webseite des Freundeskreis Heimatgeschichte, Heimathaus Zehntscheuer e.V. Linkenheim-Hochstetten (abgerufen am 26. Mai 2019).
11. ↑  Dussel, 850 Jahre Leopoldshafen, S. 113.
12. ↑  Fischer, Dokumentation von Renaturierungsmaßnahmen, S. 319 f, 327.
13. ↑  Fischer, Dokumentation von Renaturierungsmaßnahmen, S. 317–319, 327.
14. ↑  Fischer, Dokumentation von Renaturierungsmaßnahmen, S. 320 f.
15. ↑  Klaus Kern: Ausgewählte LIFE-Maßnahmen zwischen Rheinstetten und Philippsburg. In: Landesanstalt für Umwelt, Messungen und Naturschutz Baden-Württemberg (Hrsg.): Lebendige Rheinauen. Natur, Kultur und LIFE am nördlichen Oberrhein. (=Naturschutz-Spectrum, Themen. Band 98) Regionalkultur, Ubstadt-Weiher 2010, ISBN 978-3-89735-615-3, S. 176–289, hier S. 241, 243.